# BA-27
La BA-27 fu la prima serie di autoblindo prodotto in Unione Sovietica, costruita dal 1928 al 1931: nelle prime fasi della seconda guerra mondiale questi veicoli furono utilizzati per compiti di esplorazione e supporto alla fanteria. Il BA-27 era un'autoblindo pesantemente corazzato ed aveva la stessa torretta e il medesimo armamento del primo carro armato sovietico, il T-18, costruito nello stesso periodo: l'arma principale era una copia modificata del cannone Hotchkiss SA 18 da 37 mm francese, coadiuvato da una mitragliatrice.
La produzione del primo autocarro sovietico, l'AMO-F-15 (essenzialmente una copia del Fiat F-17), iniziò nel 1924. Utilizzando il telaio di questo autocarro, il gruppo di progettazione delle Zavod Imeni Lichačëva sviluppò il BA-27 nel 1927. In Russia non c'era una significativa produzione di mezzi corazzati dal 1918, e in quel momento l'industria automobilistica russa era praticamente inesistente. Dopo lunghe prove, il nuovo veicolo entrò in servizio nell'Armata Rossa nel 1929. Tra il 1928 e il 1931 ne furono costruiti 215.
L'ultimo lotto di BA-27 fu montato sul telaio del camion Ford Model AA, ma entrambi i telai furono ritenuti inadeguati a sostenere la pesante corazzatura e circa 20 furono successivamente ricostruiti sul telaio più pesante, a tre assi di un camion Ford-Timken alla Base di Riparazione n. 2 (No. Rembaz 2), prendendo la designazione di BA-27M.
193, tra BA-27 e BA-27M, erano ancora in servizio il 1º giugno 1941, poco prima dell'inizio dell'invasione tedesca. Durante le prime fasi della guerra, numerose unità furono catturate dai tedeschi e utilizzate dal loro esercito.